# جون همفري (لاعب كريكت)
جون همفري (1837 - ) (بالإنجليزية: John Humphrey)‏ هو لاعب كريكت بريطاني.

## وصلات خارجية
- جون همفري على موقع إي آس بي آن كريك إنفو (الإنجليزية)